# 大革命时期宁波总工会旧址
29°51′58″N 121°33′31″E / 29.865974°N 121.558502°E

大革命时期宁波总工会旧址简称总工会旧址，是浙江省宁波市境内的一处文物保护单位。总工会旧址位于鄞州区演武街2号，宁波总工会曾于1927年迁至此处。房屋为三合院式木结构民居，大门为石库门，主楼为三层硬山顶，厢房为二层楼房，设有防火墙，1963年3月11日公布为浙江省文物保护单位，1990年10月1日开辟为宁波工人运动纪念馆，设有宁波市工人运动史陈列室。